# Ben Jipcho
Ben Jipcho, született Benjamin Wabura Jipcho (1943. március 1. – Eldoret, 2020. július 24.) olimpiai ezüstérmes, világrekorder kenyai atléta, futó.

## Pályafutása
Az 1968-as mexikóvárosi olimpián 1500 méteren a 10. helyen végzett. A döntőben 800 méterig a mezőny élén az iramot diktálta. Ezt követően Kipchoge Keino állt az élre, Jipcho pedig az üldözőbolyt kontrollálva segítette elő honfitársa győzelmét. 1969 júliusában Helsinkiben 1500 méteren, Münsterben 5000 méteren, Bukarestben 1500 méteren nyert. 1969 októberében Kampalában kelet-afrikai-bajnokságot nyert 3000 m akadályon. 1970-ben ugyanezen a távon második volt a nemzetközösségi játékokon. Az 1970-es kenyai országos bajnokságon akadályfutásban legyőzte az olimpiai címvédő Amos Biwottot. Az 1970-es világranglistán 8:29,6-tal negyedikként zárt. 1971 júniusában Aarhusban második volt 5000 méteren. Júliusban tagja volt az Afrika-válogatottnak az Egyesült Államok elleni durhami viadalon. Jipcho ezúttal akadályfutásban szerzett győzelmet. Szeptemberben Münchenben akadályon és 5000 méteren, Nyugat-Berlinben és Londonban 1 mérföldön nyert versenyt.
1972-ben májusban Hirosimában 8:28,9-cel, júliusban Mombasában 8:28,6-tal, augusztusban Münchenben 8:27,1-gyel Afrika-csúcsot ért el. Az 1972-es müncheni olimpián 3000 méteres akadályfutásban honfitársa Kipchoge Keino mögött a második helyen végzett és ezüstérmes lett. Indult 5000 méteren is, de az előfutamban kiesett. Az 1972-es világranglistán nyolcadik helyre sorolták 8:24,6-tal. 1973 januárjában a lagosi Afrika játékokon 8:20,8-cal beállította Anders Gärderud világcsúcsát akadályfutásban és 5000 méteren is győzött. Még ugyanebben az évben kétszer döntötte meg a világcsúcsot. Június 19-én Helsinkiben a finn–kenyai–olasz viadalon ért el 8:19,8-at, majd június 27-én ismét Helsinkiben 8:14,0-re javította a világrekordot. A júliusi stockholmi versenyen 0,9 másodperccel maradt el az 1 mérföld világcsúcsától. Emellett 3000 m akadályon is győzött. Ebben a hónapban még nyert Oslóban, Koppenhágában, ismét Oslóban és Turkuban. Augusztusban újra az Afrika-válogatott tagja volt Dakarban az USA-Afrika viadalon. Decemberben az európai sportújságírók szavazásán 1973-ban az ötödik legjobb sportolónak választották. A Track and Field News szaklap szerint ő lett az év atlétája. Az éves ranglistákon 3000 m akadályon az első, 1500 méteren a harmadik helyen végzett. 1974-ben 3000 m akadályon és 5000 méteren is első lett nemzetközösségi játékokon. Néhány nap múlva profi szerződést írt alá. Emiatt az akkori szabályok szerint nem indulhatott az IAAF rendezvényein és az olimpián. Az 1974-es világranglistán 5000 méteren első, 1500 méteren harmadik, 3000 m akadályon hatodik lett. 1976 augusztusában bejelentette, hogy befejezi sportolói pályafutását.

## Sikerei, díjai
- Olimpiai játékok
  - ezüstérmes: 1972, München – 3000 m akadály
- Nemzetközösségi játékok
  - aranyérmes: 1974, Christchurch – 3000 m akadály
  - aranyérmes: 1974, Christchurch – 5000 m
  - ezüstérmes: 1970, Edinburgh – 3000 m akadály
  - bronzérmes: 1974, Christchurch – 1500 m

## Rekordjai
3000 m akadályfutás
- 8:28,9 (1972. május, Hirosima) Afrika-csúcs
- 8:28,6 (1972. július, Mombasa) Afrika-csúcs
- 8:27,1 (1972. augusztus, München) Afrika-csúcs
- 8:20,8 (1973. január, Lagos) világcsúcs beállítás
- 8:19,8 (1973. június 19., Helsinki) világcsúcs
- 8:14,0 (1973. június 27., Helsinki) világcsúcs